# 360 Live
A 360 Live egy német független a Microsoft Xbox 360 játékkonzoljával foglalkozó szaklap.
A magazinban Xbox 360 játékokat és kiegészítőket mutatnak be, valamint előzeteseket írnak a fejlesztés alatt játékokról és a játékkonzollal kapcsolatos híreket tesznek közzé. A lapot a müncheni Airmotion Games Verlags GmbH, a multiplatform gamesTM és a PlayStation 3 és a PlayStation Portable konzolokkal foglalkozó PS3M kiadója jelenteti meg. A 360 Live általában a hónap utolsó szerdáján jelenik meg 84 oldalas terjedelemben. A magazin Németországban, Ausztriában és Svájcban kapható.
Az újság főszerkesztője az első lapszámtól (2005 november) kezdve Richard Löwenstein. Ő 1984 óta dolgozik videójáték újságíróként, dolgozott többek között a PC Joker, a Gamesmarkt és a Cube magazinoknál. A szerkesztői csapat további tagjai közé tartozik Sönke Siemens, Benjamin Kratsch, Nicholas Buracas, Jan Heinrich, Michael Förtsch, Reinhard Fischer és Moritz Wanke.
Christiane Schober 2007 óta a magazin hirdetési osztályának vezetője.

## Tartalom
- Friss hírek a videójáték-iparról és az Xbox 360-ról
- Xbox 360 játékok ismertetői
- Fejlesztés alatt álló játékok előzetesei
- Riportok, végigjátszások
- Community: beszámolók Xbox 360 versenyekről és klánokról, valamint az olvasók ezekről alkotott véleménye
- Extras: Xbox 360 játék vásárlási útmutató

## Történet
Az első lapszám 2005 novemberében jelent meg, a rá következők kéthavonta egészen 2006 őszéig, amikor áttértek a havonta történő megjelenésre.

## Weboldal
A magazin weboldala a www.360-live.de domain néven lett regisztrálva. Ezen híreket, aktuális játékok ismertetőit, játék megjelenési listát, előzeteseket, egyéb cikket, valamint videókat és képeket találhatnak a felhasználók. Ezeken kívül a weblap tartalmaz még szerkesztői blogokat, egy fórumot, vetélkedőket, olvasói játékteszteket és szavazásokat.

## Példányszám
2009 negyedik negyedévében az IVW becslései szerint 18 710 példány kelt el a forgalomba került 21 529 darabból. A magazinnak 1837 előfizetője volt ezen időszak alatt.

## Külső hivatkozások
- A 360 Live hivatalos weboldala (németül)
- Az Airmotion Games Verlag hivatalos weboldala (németül)